# Vivian Mensah
Vivian Mensah (* 13. Juni 1972) ist eine ehemalige ghanaische Fußballspielerin.

## Karriere
Mensah kam während ihrer Vereinskarriere für die La Ladies (1999) zum Einsatz.
Die Angreiferin nahm mit der ghanaischen Nationalmannschaft („Black Queens“) an den Weltmeisterschaften 1999 teil und bestritt dabei drei Partien. Außerdem stand sie bei den Afrikameisterschaften 1998 im Kader der Black Queens.